# Hos Mickey Skurkene
Hos Mickey Skurkene (Mickey’s House of Villains) er en direkte-til-video tegnefilm i spillefim

## Danske Stemmer
- Anders Andː Dick Kaysø
- Fedtmuleː Johan Vinde
- Mickey Mouseː Anders Bircow
- Minnie Mouseː Louise Engell
- Andersineː Annette Heick
- Rip, Rap og Rupː Vibeke Dueholm
- Jafarː Nis Bank-Mikkelsen
- Maxː Christian Potalivo
- Cruella DeVilː Birgitte Raaberg
- Kaptajn Kloː Søren Spanning
- Jagoː Torben Zeller
- Hazelː Grethe Mogensen
- Ursulaː Pauline Rehné
- Malaviaː Vibeke Dueholm
- Kaaː Donald Andersen
- Hjerte Dameː Grethe Mogensen
- Store stygge ulvː Peter Aude
- Aladdinː Søren Launbjerg
- Hadesː Henning Jensen
- Si, Amː Pauline Rehné

I Øvrige Medvirkendeː Jens Jacob Tychsen, Thomas Mørk, Lars Thiesgaard, Johnny Jørgensen, Kristian Lønsted, Sanne Graulund, Per Spangberg, Malene Nordtorp, Mads Lumholt, Trine Dansgaard, Lena Brostrøm, Torben Eskildsen og Uri Pais.

## Original stemmer
- Jonathan Freeman - Voice of Jafar
- Wayne Allwine - Mickey Mouse
- Tony Anselmo - Donald Duck
- Susan Blakeslee - Cruella DeVil
- Corey Burton - Captain Hook
- Pat Carroll - Ursula
- Pinto Colvig - Classic Goofy
- Walt Disney - Classic Mickey
- Bill Farmer - Goofy, Pluto
- Tress MacNeille - Daisy Duck, Queen of Hearts, The Fates
- Clarence Nash - Classic Donald
- Lois Nettleton - Maleficent
- Russi Taylor - Voice of Minnie Mouse
- Rob Paulsen - Hades Singing voice
- Matt Frewer - Panic
- Bobcat Goldthwait - Pain
- James Woods - Hades
- Gilbert Gottfried - Iago
- Rod Roddy - Mike the Microphone
- John Cleese - ''Mickey's Mechanical House'' narrator
- June Foray - Witch Hazel In ''Trick or Treat''
- Jason Marsden - Voice of Max Goof
- Scott Weinger - Aladdin
- Jeff Bennett - Salesman In ''Mickey' s Mechanical House''